# Asics

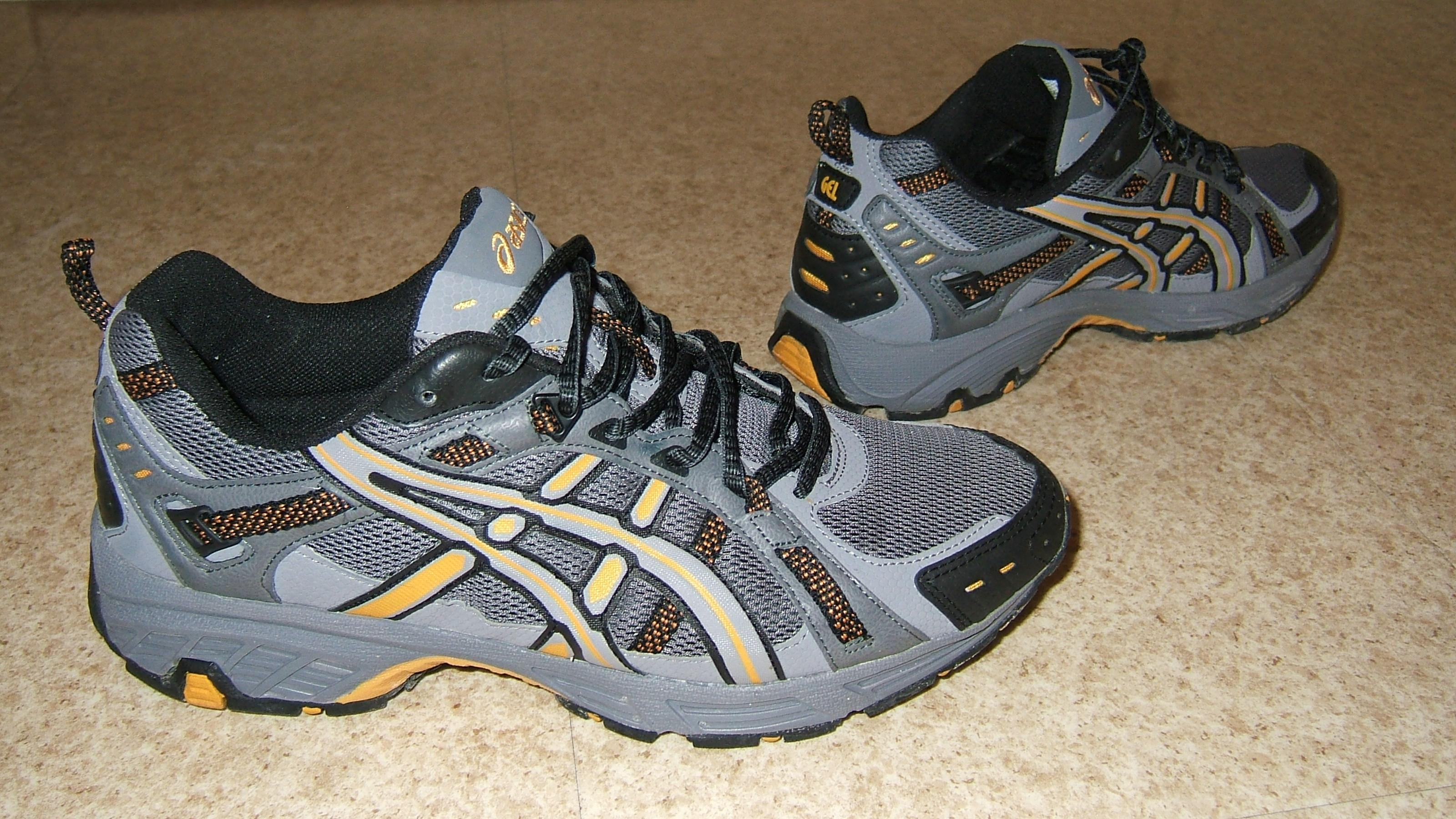
Obuv Asics Gel Enduro, 2008.

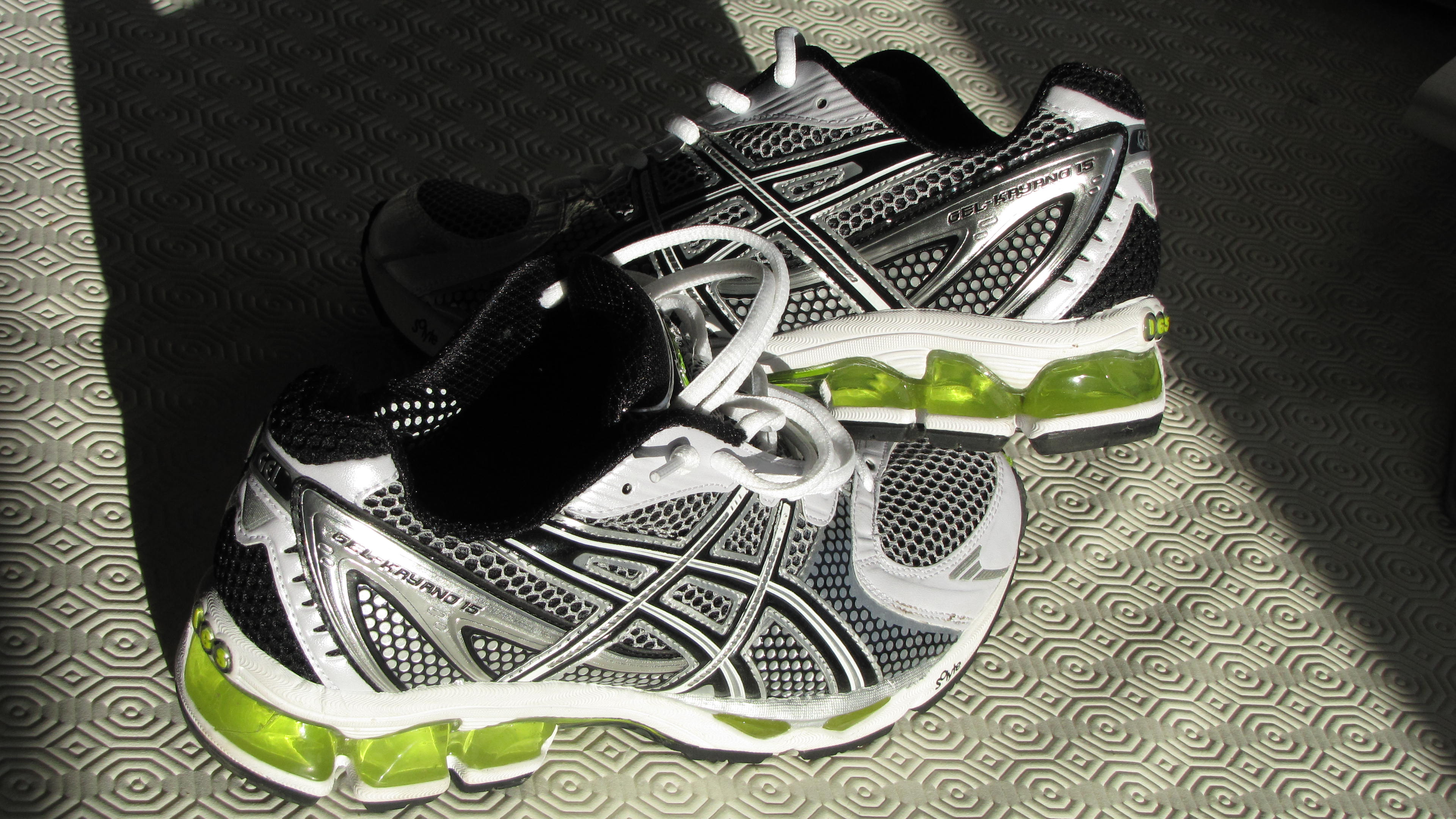
Obuv Asics Gel Kayano 15.

Asics nebo ASICS je japonský výrobce obuvi, sportovních potřeb a sportovního oblečení. Společnost byla založena roku 1949 ve městě Kóbe panem Kihachiro Onitsukou jako Onitsuka Co. Ltd. V roce 1977 vznikla značka Asics.
Název ASICS je akronym z latinské fráze anima sana in corpore sano (česky ve zdravém těle zdravá duše), což je odvozenina z citátu mens sana in corpore sano (česky ve zdravém těle zdravý duch) římského satirika Juvenalia.